# Mike Wengren
Michael Wengren (né le 3 septembre 1971  en Illinois) est un batteur américain, principalement connu pour son travail avec le groupe de nu metal Disturbed. Il est l'un des membres fondateurs du groupe, qui s'est formé en 1994. Wengren est connu pour ses techniques de grosse caisse qui sont devenues un élément essentiel de la musique de Disturbed.

## Biographie
Né et ayant grandi à Chicago, Illinois, Wengren joue de la batterie depuis l'âge de 10 ans environ. Il a fréquenté la Curie High School dans le quartier sud-ouest de Chicago.
Il a déclaré que Metallica, Slayer, Judas Priest, Testament, Mötley Crüe, Pantera, Iron Maiden et Racer X étaient ses influences les plus fortes.
Le 31 août 2005, avant la fin du set, le chanteur David Draiman a tendu le micro à Wengren, qui a invité sa petite amie sur scène et l'a demandée en mariage.
En 2013, Wengren a poursuivi un projet de groupe parallèle, Fight or Flight, en collaboration avec Dan Donegan, membre de Disturbed. En 2020, Wengren est devenu un propriétaire partiel de la Steel Tank Brewing Company à Oconomowoc, dans le Wisconsin.

## Discographie
- Demo (1998)
- The Sickness (2000)
- Believe (2002)
- Ten Thousand Fists (2005)
- Indestructible (2008)
- Asylum (2010)